# Thallomys shortridgei
Thallomys shortridgei és una espècie de mamífer rosegador de la família dels múrids. És endèmica del Cap Septentrional (Sud-àfrica). Probablement es tracta d'un animal arborícola que viu als matollars amb acàcies. Es desconeix si hi ha cap amenaça significativa per a la supervivència d'aquesta espècie. L'espècie fou anomenada en honor del zoòleg britànic Guy Chester Shortridge.